# くわばらくわばら
くわばらくわばら（桑原桑原とも書く）は、日本語で雷を避けるために唱えられる言葉。望ましくないことや災難を避けるために唱えられることもある。これは、不運を防ぐために「木をたたく」(knock on wood)という英語の表現や、「雨さん、雨さん、もう止んで」(rain rain go away)という言葉に似ている。
「くわばら」という言葉は文字通り「桑原」を意味する。言葉の由来には諸説あり、養蚕を生業としていた農家が唱えたという説、雷がクワの木を嫌うとする言い伝えに由来するという説などがある。対照的に、ジャーナリストの城谷黙は、「くわばらの起源は明確にはわかっていないが、『桑原』という意味ではあるが、クワとは何の関係もない」と主張する。後述するように菅原道真に由来するとの説もある。

## 民間伝承における

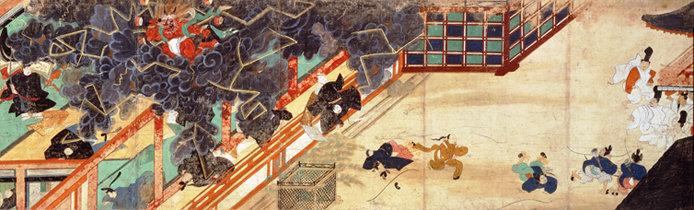
『北野天神縁起絵巻』に描かれた、清涼殿落雷事件

平安時代の初期、菅原道真という学識に優れた貴族がいた。彼は時の宇多天皇に信頼され、次代の醍醐天皇にも重用され右大臣に昇進した。だが道真の才能を妬んだ左大臣の藤原時平により「道真が謀反を企んでいる」との讒言をされ、誣告を信じた醍醐天皇により大宰府へ流罪に処された（昌泰の変）。都への帰還が許されぬまま 延喜3年（903年）に道真が死去した後、都では藤原時平が三十代の若さで急死し、醍醐天皇の皇太子が身まかるなど、関係者の不審死が相次ぐ。やがて延長8年（930年）、朝廷の清涼殿が落雷に見舞われ、幾人もの貴族が死亡する（清涼殿落雷事件）。醍醐天皇は衝撃を受けて退位し、ほどなく崩御した。打ち続く不審な出来事は陰陽師の見立てで「道真の怨霊のしわざ」とされ、道真を陥れた者たちは恐怖におののき、怨霊に祈りを捧げて呪いを鎮めようと計る。これが北野神社建立の起源であるという。
道真は生前、「桑原」の地を領有していた。人々は雷の害を避けるため「雷神となった道真公でも、自身の領地には雷を落とさないだろう」と考え、雷鳴を音を聞くと「くわばら、くわばら」と唱えることで「この地は道真さまの領地です。雷を落とさないでください」との祈りを込めた。このことわざは平安時代の文学によく登場し、雷を祓う呪文「徒然草」などの要素も含まれている。
別の言い伝えとして、桑原の井戸に雷が落ちた際、住民が井戸に蓋をして雷を閉じ込めたところ、雷は二度とこの場所に落ちないことを約束して天に帰っていった、との話もある。